# Bornemisza János (református lelkész)
Bornemisza János (Rimaszombat, 18. század eleje – 1754 után) református lelkész, egyházi író.

## Élete
Sárospatakon tanult, majd külföldre ment és 1733. október 1-jén beiratkozott a franekeri egyetemre. Miután hazatért, 1744 nyarától Hernádnémetiben teljesített lelkészi szolgálatot, majd 1754-ben Mezőcsátra helyezték át.

## Művei
- Dissertationis de sale terrae. Matth. V. 15. pars altera. Franequerae, 1735.
- Próféták fiai siralma. Kolozsvár, 1748. (Gyászbeszéd 1744. június 11-én a sárospataki templomban Szathmári Paksi Mihály felett. Többekkel együtt.)